# DIA (Supermarkt)
Distribuidora Internacional de Alimentación S.A. (kurz: DIA) mit Sitz in Las Rozas de Madrid ist eine spanische Supermarktkette im Discountbereich.

## Hintergrund
Der Einzelhändler wurde 1979 durch den französischen Einzelhändler Promodès gegründeter Lebensmittel-Discounter. 
Im Januar 2013 wurde bekannt, dass die Supermarktkette DIA 1127 spanische und 41 portugiesische Schlecker-Filialen übernehmen wird.
Zwischen Januar 2012 und Dezember 2018 waren die DIA-Aktien an der Madrider Börse notiert und Teil des spanischen Leitindex IBEX 35.
Seit 2019 wird DIA von der luxemburgischen Investmentfirma LetterOne kontrolliert.
Ende 2023 verfügt DIA über 5402 Geschäfte (davon 2937 Franchisegeschäfte) in Spanien, Argentinien, Brasilien und Portugal. Es beschäftigt 26.617 Mitarbeiter.